# Джульфа (станція, Азербайджан)
Джульфа́ — залізнична станція в однойменному місті в Нахічеванській Автономній Республіці Азербайджану.

## Історія
В 1908 році був відкритий рух на лінії Улуханли — Шарур — Джульфа, в 1915 році — на лінії Тебриз — Джульфа, в 1941 році на лінії Мінджевань — Джульфа. В ході Карабаського конфлікту рух в бік Мінджевані був скорочений до станції Ордубад через взаємну блокаду Азербайджану та Вірменії.